# John Lennon Signature Box
John Lennon Signature Box — бокс-сет с песнями Джона Леннона, изданный на 11 CD-дисках; выпущен 5 октября 2010 года, к 70-летию Леннона. Бокс-сет включает в себя девять дисков с альбомами Леннона, а также два диска с домашними демозаписями Леннона и внеальбомными синглами. Все треки, включенные в бокс-сет, прошли цифровой ремастеринг, сделанный той же командой инженеров EMI, которые ранее, в 2009, провели такую же работу над записями The Beatles в Лондоне и Нью-Йорке.

## Содержимое бокс-сета

### Диски 1-9: Альбомы, включенные в бокс-сет
- Диск 1: John Lennon/Plastic Ono Band (1970)
- Диск 2: Imagine (1971)
- Диски 3 и 4: Some Time in New York City (1972)
- Диск 5: Mind Games (1973)
- Диск 6: Walls and Bridges (1974)
- Диск 7: Rock ‘n’ Roll (1975)
- Диск 8: Double Fantasy (1980)
- Диск 9: Milk and Honey (1984)

### Диск 10: Синглы
1. «Power to the People» — 3:25
2. «Happy Xmas (War Is Over)» — 3:34
3. «Instant Karma! (We All Shine On)» — 3:21
4. «Cold Turkey» — 5:03
5. «Move Over Ms. L» — 2:58
6. «Give Peace a Chance» — 4:55

### Диск 11: Домашние записи
1. «Mother» — 4:25
2. «Love» — 2:39
3. «God» — 4:35
4. «I Found Out» — 4:34
5. «Nobody Told Me» — 3:13
6. «Honey Don't» — 1:40
7. «One of the Boys» — 2:39
8. «India, India» — 3:07
9. «Serve Yourself» — 5:21
10. «Isolation» — 3:07
11. «Remember» — 5:29
12. «Beautiful Boy (Darling Boy)» — 4:11
13. «I Don’t Want to Be a Soldier» — 3:26

## Места в чартах
| Чарт                | Наивысшее место |
| ------------------- | --------------- |
| German Albums Chart | 30              |